# Vanja Dmitrienko
Ivan Viktorovič Dmitrienko, detto Vanja (in russo Иван Викторович Дмитриенко?; Krasnojarsk, 25 ottobre 2005), è un cantante e attore russo.

## Biografia
Vanja Dmitrienko ha guadagnato popolarità dopo aver inciso la hit radiofonica Venera-Jupiter, classificatasi in vetta alla graduatoria russa; il successo riscosso dal brano è stato sufficiente da fruttargli una nomination per il miglior debutto alla gala musicale di RU.TV. È stato nuovamente candidato alla medesima cerimonia di premiazione l'anno successivo, ottenendo una candidatura per Večno molodym, seconda top 20 del cantante.
Nel marzo 2023 viene reso disponibile per il consumo l'album in studio di debutto Paranoik, anticipato dagli estratti 31-ja vesna e Picca. Nell'autunno 2023 è partita una tournée a supporto del disco. Dyši (2023) è stato candidato un premio Viktorija.
Si è poi occupato, assieme a Nika Žukova, della composizione della colonna sonora della serie TV Plaksa. Ne predstavljaeš' (2024), in collaborazione con i 5utra, è diventa la sua seconda entrata a raggiungere il podio della hit parade nazionale.
Nell'aprile 2025 è stato candidato per il premio RU.TV al miglior artista maschile e per due riconoscimenti Muz-TV; all'ultima cerimonia, si è portato a casa il riconoscimento al miglior nel web. Ha conseguito la sua prima top five nella Top Internet Hits Russia Weekly Chart con Šëlk (2025).

## Discografia

### Album in studio
- 2023 – Paranoik

### Album di remix
- 2025 – VK akustika

### Colonne sonore
- 2023 – Plaksa: Original Soundtrack (con Nika Žukova)

### Singoli
- 2020 – V serdečke nit'
- 2020 – Tancuj
- 2020 – Takie dela (con Ruvi)
- 2020 – Navečno
- 2021 – Venera-Jupiter
- 2021 – Za kulisami (feat. Maša Kol'cova, Arina Rostovskaja & Nikita)
- 2021 – Sterva
- 2021 – 36,6
- 2021 – Otkrytka (con Chabib)
- 2021 – Puskaj
- 2021 – Ty so mnoj (con Lina Lee)
- 2021 – Vsë ne tak (con Anet Saj)
- 2021 – Večno molodym
- 2022 – Lego
- 2022 – Ja verju (Sputnik) (con OM.)
- 2022 – Psina (con Grillyazh)
- 2022 – Drugoe delo
- 2022 – Sila pritjaženija
- 2022 – Komanda matč
- 2022 – 31-ja vesna
- 2022 – Ničego ne bojsja, ja s toboj (con Asija)
- 2023 – Picca
- 2023 – Škol'naja pora
- 2023 – Rybka (con i Moja Mišel')
- 2023 – Ne zabiraj (con le Cosmos Girls)
- 2023 – Prjatki
- 2023 – Chatiko
- 2023 – Dyši
- 2023 – Chočeš', ja dam tebe ves' mir (con Nika Žukova)
- 2023 – Dožd'
- 2023 – Melom
- 2024 – Ne predstavljaeš' (con i 5utra)
- 2024 – Ty daže ne predstavljaeš'
- 2024 – Napalm (con Stasies)
- 2024 – Vasil'ki
- 2024 – Višnëvyj
- 2024 – Kapel'ki na resnicah (con Nika Žukova)
- 2025 – Cvetaeva
- 2025 – Nastojaščaja
- 2025 – Šëlk

## Filmografia
- Galustjan+ – serie TV, 9 episodi (2023)
- Ivan Vasil'evič menjaet vsë, regia di Roman Kim e Michail Semičev (2023)
- Plaksa – serie TV, 14 episodi (2023-2024)
- Nebrilliantovaja ruka, regia di Roman Kim e Michail Semičev (2024)